# 16906 Джованнісілва
16906 Джованнісілва (16906 Giovannisilva) — астероїд головного поясу, відкритий 18 лютого 1998 року.
Тіссеранів параметр щодо Юпітера — 3,227.